# Joan Cusack
Pour les articles homonymes, voir Cusack.
Ne pas confondre avec John Cusack, son frère, également acteur.
Joan Cusack est une actrice et scénariste américaine née le 11 octobre 1962 à New York, dans l'État de New York (États-Unis).

## Biographie
Sœur aînée de l'acteur John Cusack, elle est diplômée d'anglais à l'université du Wisconsin-Madison.
Joan Cusack passe une grande partie de sa jeunesse sur les planches, dans une compagnie théâtrale d'improvisation. En 1980, elle débute au cinéma dans My Bodyguard, avec Matt Dillon.
Ses apparitions dans deux films aux côtés de son frère John, Class en 1983 et Seize Bougies pour Sam en 1984, et un passage dans le programme télévisé Saturday Night Live en 1985, lui confèrent un début de notoriété.
Elle a joué dans dix films avec John Cusack.
Depuis, Joan s'est imposée notamment dans des rôles de femme optimiste, fantaisiste, souvent amie idéale, dans Broadcast News, en 1987, Veuve mais pas trop, avec Michelle Pfeiffer et Working Girl, avec Melanie Griffith, Harrison Ford et Sigourney Weaver en 1988.
Working Girl vaut à Joan Cusack une nomination à l'Oscar du Meilleur second rôle féminin.
Dans les années 1990, elle apparaît dans des comédies et s'impose comme un second rôle réputé du cinéma américain : ex-femme de Dustin Hoffman dans Héros malgré lui, sœur déjantée de Robin Williams dans Toys, nounou diabolique dans Les Valeurs de la famille Addams, femme enceinte faisant face aux doutes de son époux quant à sa prochaine paternité dans Neuf mois aussi, fiancée d'un professeur dont elle s'aperçoit qu'il est homosexuel dans In and Out et meilleure amie de Julia Roberts dans Just Married (ou presque) (Runaway Bride).
Forte d'une crédibilité acquise sur les scènes de Broadway, elle prend parfois ses distances avec la comédie. Elle est notamment apparue dans un rôle inquiétant avec le thriller Arlington Road en 1999. Toutefois, elle revient systématiquement aux rôles comiques  avec High Fidelity, Rock Academy, Les Looney Tunes passent à l'action et Friends with Money, par exemple.
Depuis 2011, elle joue dans Shameless, remake de la série anglaise éponyme.
Elle est mariée à Richard Burke, avocat de Chicago depuis 1993, avec lequel elle a eu deux enfants.

## Filmographie

### Comme actrice

#### Années 1980
- 1980 : Cutting Loose de Dave Peltzer
- 1980 : My Bodyguard de Tony Bill : Shelley
- 1983 : Class de Lewis Carlino : Julia
- 1984 : Seize Bougies pour Sam (Sixteen Candles) de John Hughes : Geek Girl #1
- 1984 : Grandview, U.S.A. de Randal Kleiser : Mary Maine
- 1984 : All Together Now (TV) de Will McKenzie : Linda Parker
- 1985 : Saturday Night Live (TV) : Various (#18 épisodes, 1985-1986)
- 1987 : La fête à tout prix (The Allnighter) de Tamar Simon Hoffs : Gina
- 1987 : Broadcast News de James L. Brooks : Blair Litton
- 1988 : Un Anglais à New York (Stars and Bars) de Pat O'Connor : Irene Stein
- 1988 : Veuve mais pas trop (Married to the Mob) de Jonathan Demme : Rose
- 1988 : Working Girl de Mike Nichols : Cyn
- 1989 : Un monde pour nous (Say Anything...) de Cameron Crowe : Constance Dobler

#### Années 2000
- 2000 : High Fidelity de Stephen Frears : Liz
- 2000 : Où le cœur nous mène (Where the Heart Is) de Matt Williams : Ruth Meyers
- 2001 : What About Joan (série télévisée) : Joan Gallagher
- 2002 : Joyeux Muppet Show de Noël (It's a Very Merry Muppet Christmas Movie) (TV) de Kirk R. Thatcher (en) : Rachel Bitterman
- 2003 : Rock Academy (The School of Rock) de Richard Linklater : Rosalie Mullins
- 2003 : Les Looney Tunes passent à l'action (Looney Tunes: Back in Action) de Joe Dante : la mère
- 2004 : Pouic explore le monde (Peep and the Big Wide World) : le narrateur (voix)
- 2004 : Fashion Maman (Raising Helen) de Garry Marshall : Jenny Portman
- 2004 : The Last Shot de Jeff Nathanson : Fanny Nash
- 2005 : Princesse on Ice (Ice Princess) de Tim Fywell : Joan Carlyle
- 2005 : Chicken Little de Mark Dindal : Abby Mallard (voix)
- 2006 : Friends with Money de Nicole Holofcener : Franny
- 2006 : Chicken Little: Ace in Action (jeu vidéo) : Abby (voix)
- 2007 : Un enfant pas comme les autres de Menno Meyjes : Liz
- 2008 : Kit Kittredge, journaliste en herbe (Kit Kittredge: An American Girl) de Patricia Rozema : Miss Lucinda Bond
- 2008 : War, Inc. de Joshua Seftel : Marsha Dillon
- 2009 : Confessions d'une accro du shopping (Confessions of a Shopaholic) de Paul John Hogan : Jane Bloomwood
- 2009 : Ma vie pour la tienne (My Sister's Keeper) de Nick Cassavetes : juge De Salvo
- 2009 : Aux portes du destin (Acceptance) (TV) : Nina

#### Années 2010
- 2010 : Toy Story 3 de Lee Unkrich: Jessie (voix)
- 2010 : New York, unité spéciale (saison 12, épisode 1) : Pam Burton
- 2011 - 2015 : Shameless (série télévisée) : Sheila Jackson
- 2011 : Milo sur Mars (Mars Needs Moms) de Simon Wells : la mère de Milo (voix)
- 2012 : Le Monde de Charlie (The Perks of Being Wallflower) de Stephen Chbosky : Dr Burton
- 2013 : The Office (série TV) : la mère d'Erin
- 2013 : Hokus pokus Alfons Åberg (Milla Åberg) : Milla Åberg
- 2017-2019 : Les Désastreuses Aventures des orphelins Baudelaire (série TV) : La juge Judith Sybil Abbott (4 épisodes)
- 2017 : Larguées (Snatched) de Jonathan Levine : Barb
- 2017 : Unicorn Store de Brie Larson : Gladys
- 2019 : Apprentis Parents : Mrs. Howard
- 2019 : Toy Story 4 de Josh Cooley : Jessie (voix)
- 2019 : Flocons d'amour de Luke Snellin : Mme Papier d'alu

### Comme scénariste
- 1991 : Le Cabinet du docteur Ramirez (The Cabinet of Dr. Ramirez)

## Voix françaises
En France, depuis Toy Story 2, Barbara Tissier est sa voix française la plus régulière.
| - Barbara Tissier dans : - Toy Story 2 (voix) - Toy Story 3 (voix) - Vacances à Hawaï (voix) - Mini Buzz (voix) - Rex, le roi de la fête (voix) - Toy Story 4 (voix) - Caroline Beaune (*1959 - 2014) dans : - Héros malgré lui - Les Valeurs de la famille Addams - Broadway, 39e rue - New York, unité spéciale (série télévisée) - Aux portes du destin (téléfilm) - Josiane Pinson dans : - Rock Academy - Fashion Maman - Ma vie pour la tienne - Les Désastreuses Aventures des orphelins Baudelaire (série télévisée) - Flocons d'amour - Chrystelle Labaude dans : - Mr. Wrong - Just Married (ou presque) - High Fidelity | - Céline Monsarrat dans : - Corrina, Corrina - Neuf mois aussi - Michèle Brulé dans : - Shameless (série télévisée) - Unicorn Store - Laurence Crouzet dans : - Broadcast News - In and Out Et aussi - Hélène Chanson dans Veuve mais pas trop - Isabelle Ganz dans Working Girl - Emmanuèle Bondeville dans Un monde pour nous - Catherine Hamilty dans Arlington Road - Claire Guyot dans Les Looney Tunes passent à l'action - Déborah Perret dans The Last Shot - Claire Keim dans Chicken Little (voix) - Ivana Coppola dans Friends with Money - Martine Meirhaeghe (*1949 - 2016) dans Confessions d'une accro du shopping - Clara Borras dans Milo sur Mars (voix) - Laurence Stevenne dans Pouic explore le monde (narration) |

Au Québec
| - Élise Bertrand dans : - Trop, c'est trop - Le pot aux roses - La mariée est en fuite - L'École du rock - Tante Helen - Une princesse sur la glace - Assassins, Inc - Les aventures de Kit Kittredge - Confessions d'une accro du shopping - Ma vie pour la tienne - Violette Chauveau dans : - Les Chats ne dansent pas (voix) - Histoire de jouets 2 (voix) - Histoire de jouets 3 (voix) - Histoire de jouets : Angoisse au motel (voix) - Histoire de jouets 4 (voix) - Natalie Hamel-Roy dans : - Corrina, Corrina - Moi, papa?! - Le Tueur de Grosse Pointe - Anne Bédard dans : - Héros - Jouets | et aussi - Claudine Chatel dans Mon coin de paradis - Johanne Léveillé dans Drôle de numéro - Nadia Paradis dans L'enfant de Mars - Pascale Montreuil dans Des mamans pour Mars (voix) |